# 聖斯特凡島
聖斯特凡島（塞爾維亞-克羅埃西亞語發音：[sv̞ê̞ːtiː stê̞faːn]）是黑山的島嶼，位於布德瓦東南約6公里亞得里亞海，面積0.015平方公里，島上人口411。該島在十五世紀時有一條漁村，自1950年代起成為酒店範圍。

## 流行文化
電影《黃金兄弟》的後期情節於該島內取景，片中謝天華飾演五兄弟之一的Bill為該島的主人，兄弟們的乾爹被Bill的手下槍殺後，其餘四個兄弟闖入該島向Bill算帳。

## 图库

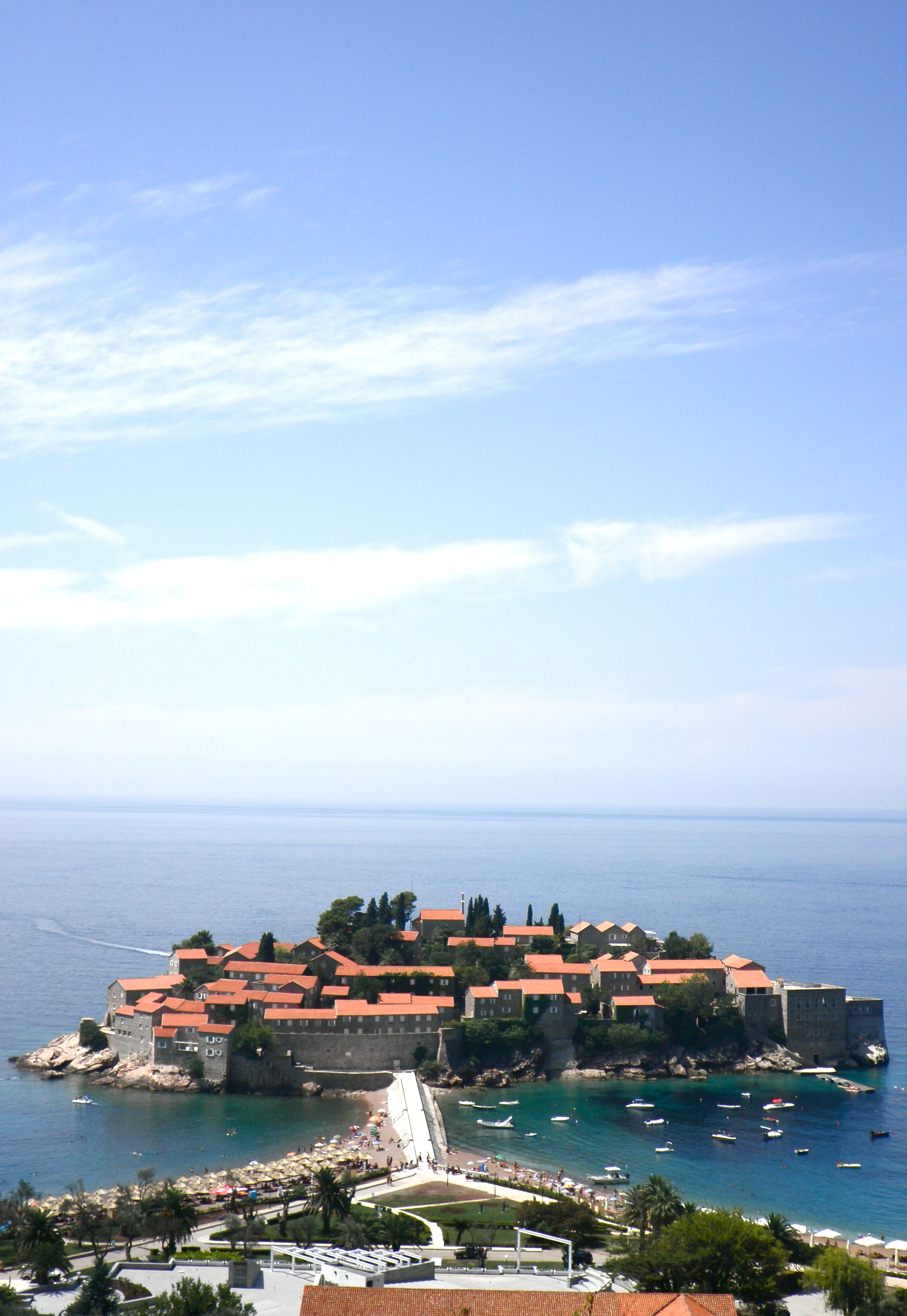
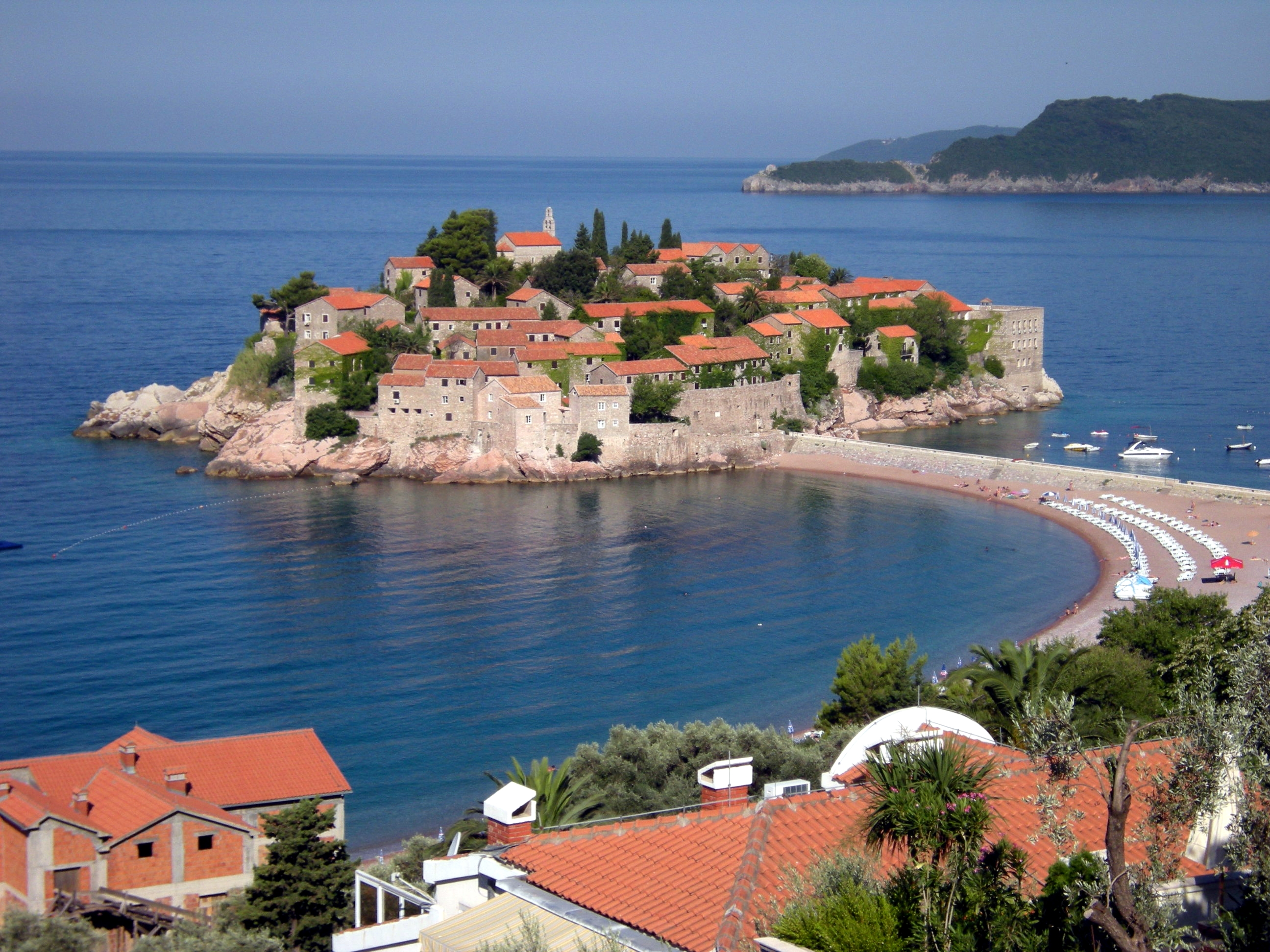
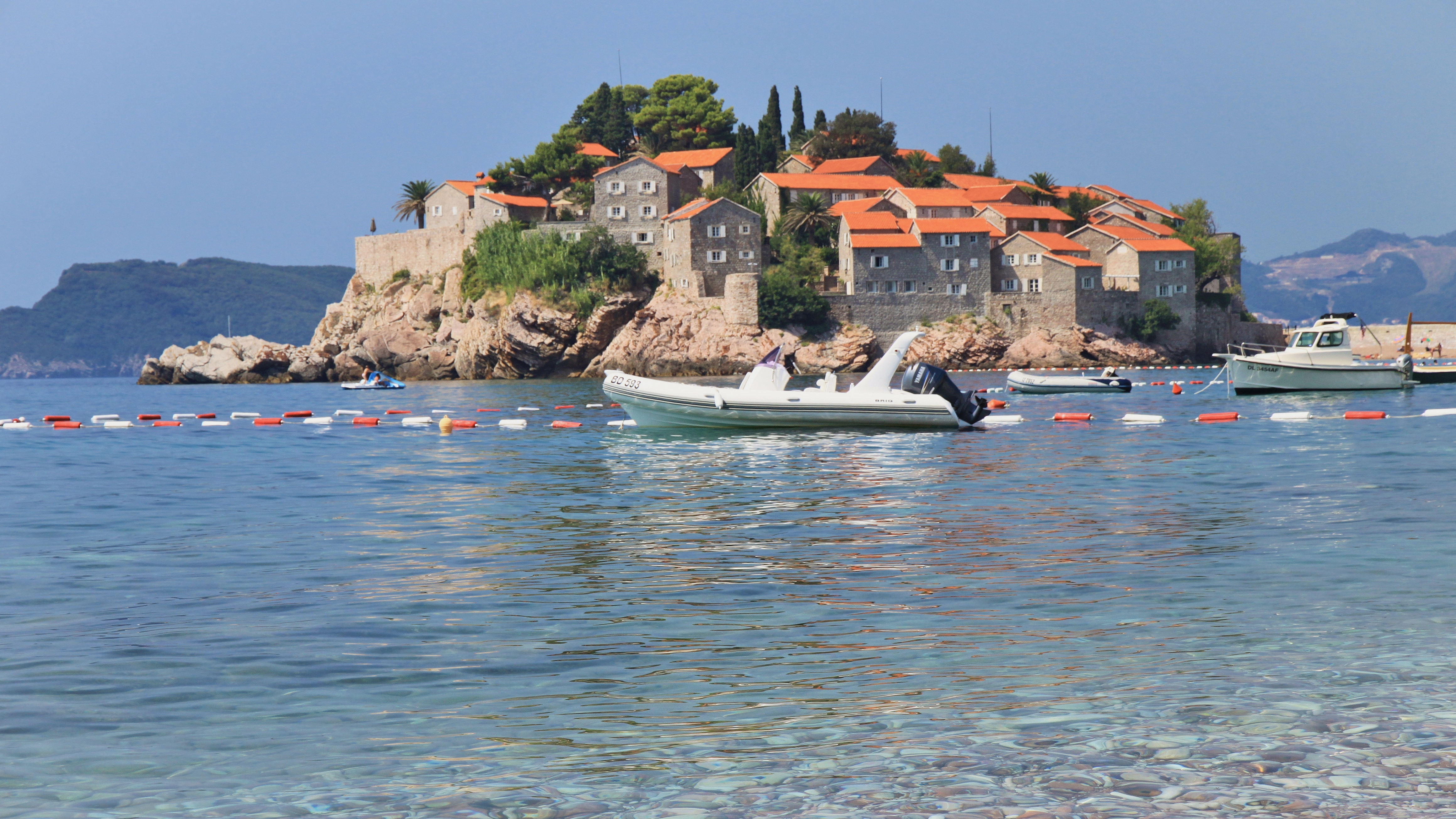
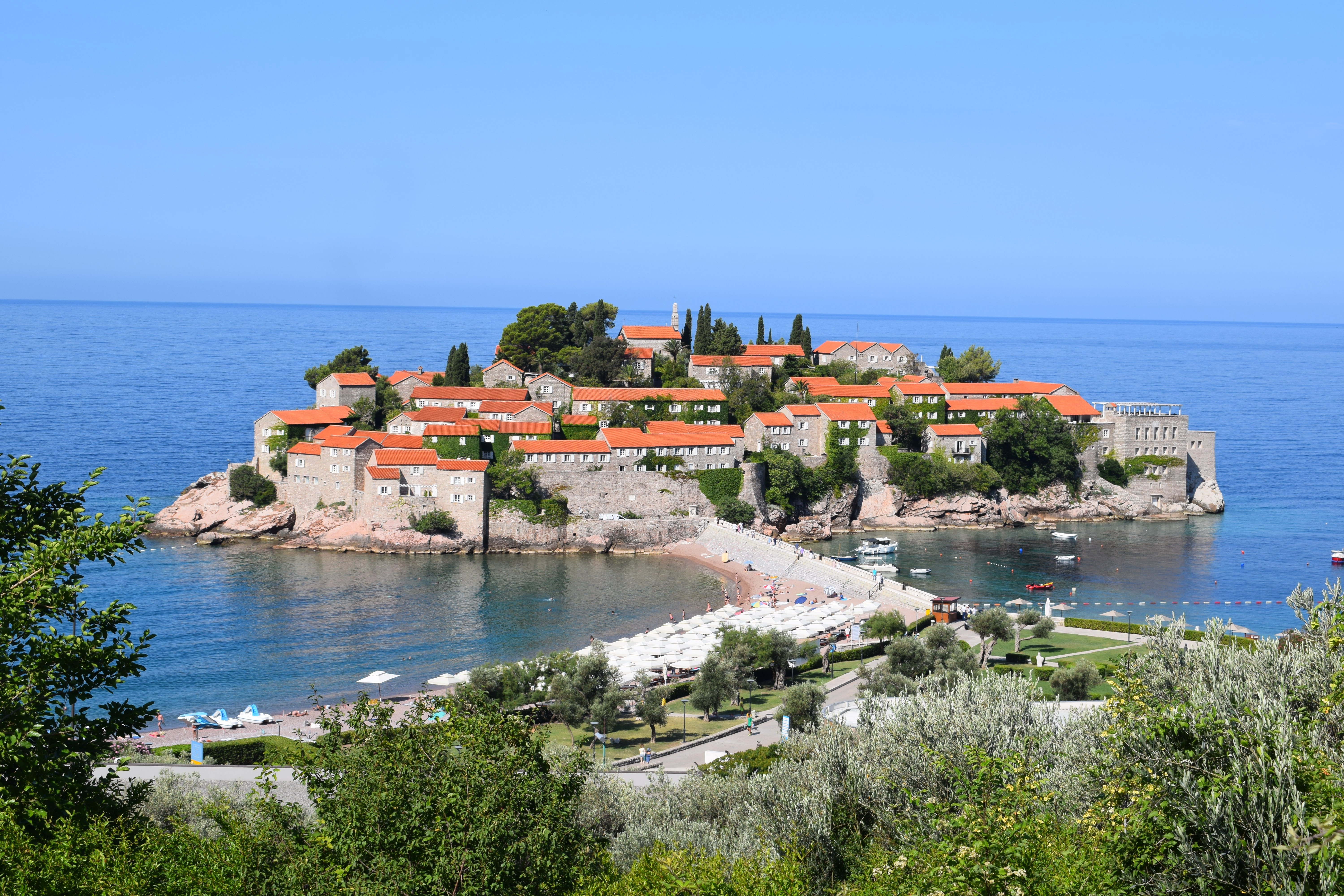

## 外部連結
- Official site （页面存档备份，存于）